# Eternal E
Albums de Eazy-E
Str8 off tha Streetz of Muthaphukkin Compton
(1995) Impact of a Legend
(2002)
Eternal E est une compilation posthume d'Eazy-E, sortie le 28 novembre 1995.

## Liste des titres
| No  | Titre                                                    | Durée |
| --- | -------------------------------------------------------- | ----- |
| 1.  | Boyz-n-the-Hood (Remix)                                  | 6:22  |
| 2.  | 8 Ball (featuring N.W.A)                                 | 4:25  |
| 3.  | Eazy-Duz-It                                              | 4:21  |
| 4.  | Eazy-er Said Than Dunn                                   | 3:41  |
| 5.  | No More ?'s                                              | 3:55  |
| 6.  | We Want Eazy (featuring Dr. Dre et MC Ren)               | 5:01  |
| 7.  | Nobody Move                                              | 4:49  |
| 8.  | Radio                                                    | 4:59  |
| 9.  | Only If You Want It                                      | 3:03  |
| 10. | Neighborhood Sniper                                      | 5:09  |
| 11. | I'd Rather Fuck You - (featuring N.W.A et CPO Boss Hogg) | 3:59  |
| 12. | Automobile (featuring N.W.A)                             | 3:18  |
| 13. | Niggaz My Height Don't Fight                             | 3:14  |
| 14. | Eazy Street                                              | 4:27  |

| 15. | Real Muthaphuckkin G's (featuring Dresta et B.G. Knocc Out)        | 5:32 |
| 16. | Ole School Shit (featuring Dresta, B.G. Knocc Out et Sylk-E. Fyne) | 4:00 |